# 1-й окремий медичний батальйон
1-й окремий медичний батальйон (1оМедБат) — спеціальний медичний підрозділ Сухопутних військ Збройних сил України. Створений у березні 2025 року шляхом розширення медичної служби 1-го Інтернаціонального Легіону Збройних сил України.

## Загальні відомості
Основну частину команди батальйону склала команда, що вийшла з медичної служби 1-го Інтернаціонального Легіону. Медики батальйону мають значний бойовий досвід, зокрема забезпечення медичної підтримки (у складі Інтернаціонального Легіону):
- у 2022 році під час проведення Харківської контрнаступальної операції;
- з липня 2023 року по квітень 2024 року на Бахмутському напрямку;
- у травні 2024 року на Харківському напрямку;
- влітку 2024 року в районі населених пунктів Велика Новосілка, Старомайорське, Урожайне;
- з жовтня 2024 року на Торецькому напрямку.

Ідею створення окремого медичного підрозділу в медичній службі легіону адвокатували понад рік на публічних заходах, конгресах, конференціях, в кабінетах міністерств, у спілкуванні з вищим командуванням та іншими військовослужбовцями. Серед названих причин, постійність та якість надання невідкладної медичної допомоги на різних ділянках фронту не мала залежати від ротацій бригад та рівня розвитку їхніх власних медичних служб.
6 січня 2025 року стало відомо, що ідею створення окремого медичного батальйону підтримав Головнокомандувач Збройних сил України Олександр Сирський.

### Напрямки роботи
Новий батальйон об'єднав у собі напрямки медичної евакуації, невідкладної допомоги, навчання військових та БпаК:
- застосування безпілотних наземних комплексів для евакуації поранених;
- проведення передової медичної евакуації;
- надання невідкладної медичної допомоги на стабілізаційному пункті та передовій хірургічній групі (ролі 1, 2 медичної підтримки);
- проведення навчання з тактичної медицини за рівнями CLS, CMC, MEDEVAC.

### Засоби та озброєння
Серед автомобілей підрозділу були помічені канадські бронемашини GURKH та Toyota LandCruiser 78 (переобладнені під цілі медичної евакуації). Батальйон має наземну роботизовану платформу для евакуації поранених власної розробки — MAUL. 

## Структура[7]
- Командування
- евакуаційні групи
- стабілізаційні пункти
- мобільні медичні команди
- адміністративно-господарські підрозділи

## Оснащення
Піхотна зброя: АК-74, АКС-74У, ПМ, РГД-5, Ф-1
Техніка: Броньовані евакуаційні машини (наприклад, переобладнані "Крази", "Богдани", "Козак", «HMMWV»)
Інше оснащення:

## Командування
Командиром батальйону призначений капітан медичної служби Асан Чарухов.

## Нагороди
Підрозділ отримав відзнаку Департаменту армії США за глобальний внесок та лідерство у навчанні тактичної медицини.